# Euplexia magnirena
Euplexia magnirena är en fjärilsart som beskrevs av W. Warren 1912. Euplexia magnirena ingår i släktet Euplexia och familjen nattflyn. Inga underarter finns listade i Catalogue of Life.